# Illusion of Time
Illusion of Time är ett actionrollspel utvecklat av Quintet. Det släpptes till Super Nintendo 1993 (Japan), 1994 (USA), 1995 (Europa). Spelet är det andra i Soul Blazer-serien, som består av Soul Blazer, Illusion of Time, Terranigma
Illusion of Time släpptes i Japan och Nordamerika med namnet Illusion of Gaia.